# 查利·科尔
查利·科尔（英語：Charlie Cole，1986年6月21日—），美国男子赛艇运动员。他曾代表美国参加2012年和2016年夏季奥林匹克运动会赛艇比赛，其中2012年奥运会获得一枚铜牌。